# 24e cérémonie des Trophées du Film français
La 24e cérémonie des Trophées du Film français, organisée par le magazine Le Film français le 2 février 2017, au Palais Brongniart, à Paris, récompense les succès cinématographiques et télévisés de l'année passée.

## Palmarès
Les trophées 2016 du Film français sont :
- Trophée des Trophées : Zootopie de Byron Howard et Rich Moore
- Trophée du film français : Les Tuche 2 : Le Rêve américain d'Olivier Baroux
- Trophée d’honneur Lacoste : Claude Lelouch pour l’ensemble de sa carrière
- Trophée de la personnalité de l'année 2016 : Isabelle Huppert (personnalité élue par les lecteurs du Film français)
- Trophée du public TF1 : Demain tout commence d’Hugo Gélin
- Trophée de la fiction unitaire : Après moi le bonheur d'Alexandra Lamy
- Trophée de la première œuvre : La Folle Histoire de Max et Léon de Jonathan Barré
- Trophée Unifrance : Le Petit Prince de Mark Osborne
- Duo révélation cinéma réalisateur / producteur : Ma vie de Courgette de Claude Barras
- Duo cinéma réalisateur / producteur : Victoria de Justine Triet, produit par Emmanuel Chaumet
- Duo TV : Baron noir (saison 1) d'Eric Benzekri et Jean-Baptiste Delafon, réalisée par Ziad Doueiri